# Placonotus politissimus
Placonotus politissimus är en skalbaggsart som först beskrevs av Thomas Vernon Wollaston 1867.  Placonotus politissimus ingår i släktet Placonotus och familjen ritsplattbaggar. Inga underarter finns listade i Catalogue of Life.